# 仁保進
仁保 進（にほ すすむ、1890年（明治23年）12月26日 - 1981年（昭和56年）5月10日）は、大日本帝国陸軍軍人。最終階級は陸軍少将。

## 経歴・人物
熊本県出身。1912年（明治45年）陸軍士官学校第24期卒業、陸軍歩兵少尉に任官。
1939年（昭和14年）9月に第8国境守備隊第3地区隊長、1941年（昭和16年）3月に陸軍歩兵大佐、1944年（昭和19年）4月に第57歩兵団長（第5方面軍、第27軍）に任官し、千島第1集団長として出動。1945年（昭和20年）6月に陸軍少将に進む。
翌月、独立混成第129旅団長（第5方面軍）に任官し、得撫島の警備に当たる最中、終戦を迎えた。
1948年（昭和23年）1月31日、公職追放仮指定を受けた。

## 栄典
- 1913年（大正2年）2月20日 - 正八位[5]